# Agabetes
Agabetes là một chi bọ cánh cứng trong họ Dytiscidae.
Chi này được Crotch miêu tả khoa học năm 1873.

## Các loài
Các loài trong chi này gồm:
- Agabetes acuductus (Harris, 1828)
- Agabetes svetlanae Nilsson, 1989